# Rhododendron gideonii
Rhododendron gideonii är en ljungväxtart som beskrevs av Graham Charles George Argent. Rhododendron gideonii ingår i släktet rododendron, och familjen ljungväxter. Inga underarter finns listade i Catalogue of Life.